# Andrea Hilger-Solbach
Andrea Hilger-Solbach (* 10. Mai 1957 als Andrea Hilger) ist eine ehemalige deutsche Judoka, die bei Europameisterschaften eine Silbermedaille und zwei Bronzemedaillen gewann.
Bei den Europameisterschaften 1976 in Wien gewann Andrea Hilger in der Gewichtsklasse bis 61 Kilogramm eine Bronzemedaille hinter der Französin Martine Rottier und der Jugoslawin Marina Angelović. 1977 siegte Hilger erstmals bei den Deutschen Meisterschaften. Im gleichen Jahr unterlag sie im Viertelfinale der Europameisterschaften in Arlon der Niederländerin Carina Thomas. Nach einem Sieg in der Hoffnungsrunde gewann sie den Kampf um Bronze gegen die Französin Brigitte Deydier. Nach zwei Jahren Pause kehrte sie 1980 als Andrea Solbach zurück und gewann ihren zweiten Deutschen Meistertitel im Halbmittelgewicht.
1981 wechselte sie ins Leichtgewicht. Bei den Europameisterschaften 1981 in Madrid erreichte sie das Finale und gewann die Silbermedaille hinter der Österreicherin Gerda Winklbauer. Bei den Deutschen Meisterschaften wurde sie 1981 Zweite hinter Regina Philips. Andrea-Hilger-Solbach startete für den Judo-Club Langenfeld.